# Changampuzha Krishna Pillai
Changampuzha Krishna Pillai (11 octobre 1911 - 17 juin 1948) est un poète romantique indien de langue malayalam. Son morceau de maître est l'élégie pastorale Ramanan qui a été vendu à plus de 100 000 exemplaires.